# 濱崎站
濱崎站（日语：／ Hamasaki eki */?）是位於佐賀縣唐津市濱玉町濱崎108番3號，九州旅客鐵道（JR九州）的筑肥線車站。車站編號為JK17。

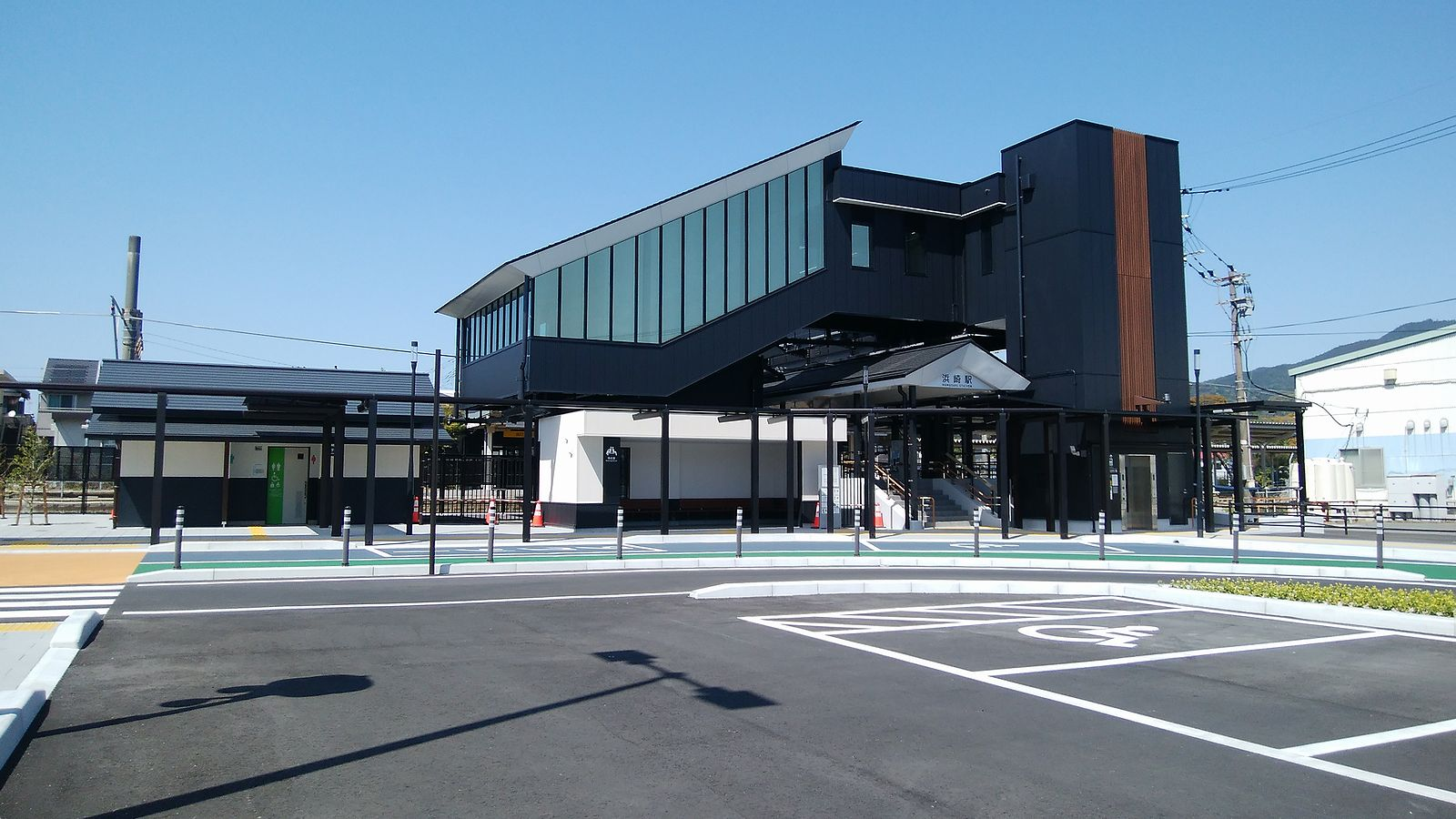
南口(2022年4月)

此站為前濱玉町中心車站，為快速停車站。

## 歷史
- 1923年（大正12年）12月5日 - 北九州鐵道（日语：北九州鉄道）福吉站至此站之間開通，此站啟用。
- 1924年（大正13年）7月7日 - 北九州鐵道（日语：北九州鉄道）此站至虹之松原站之間開通。
- 1937年（昭和12年）10月1日 - 北九州鐵道被國有化，成為鐵道省筑肥線。
- 1987年（昭和62年）4月1日 - 伴隨國鐵分割民營化，車站由九州旅客鐵道（JR九州）營運[1]。
- 2010年（平成22年）3月13日 - 此站可以使用IC卡「SUGOCA」[2]。

## 車站構造
車站是一座地面車站，設有2面2線的相對式月台。兩月台之間設有跨線橋連接。月台部分位置高度升高了（3卡車廂長度），以配合一人控制列車停站。木造車站大樓經過翻新。
此站是業務委託車站，委托JR九州鐵道營業負責車站業務。此站沒有MARS系統，只有POS終端。

### 月台
| 月台 | 路線   | 上下行 | 方向                           |
| ---- | ------ | ------ | ------------------------------ |
| 1    | 筑肥線 | 上行   | 筑前前原、天神、博多、機場方向 |
| 2    | 筑肥線 | 下行   | 唐津、西唐津方向               |

## 使用狀況
在2018年（平成30年）度，1日平均乘車人次為852人
| 乘車人次變化 | 乘車人次變化 |
| 年度         | 1日平均人次  |
| ------------ | ------------ |
| 2000年       | 726          |
| 2001年       | 702          |
| 2002年       | 639          |
| 2003年       | 631          |
| 2004年       | 603          |
| 2005年       | 628          |
| 2006年       | 637          |
| 2007年       | 601          |
| 2008年       | 590          |
| 2009年       | 570          |
| 2010年       | 579          |
| 2011年       | 557          |
|              |              |
| 2016年       | 609          |
| 2017年       | 636          |
| 2018年       | 631          |

## 車站周邊
- 唐津市政廳所濱玉分所
- 濱崎郵局

## 巴士路線與共乘的士
- 昭和自動車 七山線
  - 大手口（日语：唐津大手口バスセンター）方向、細川方向
- 昭和的士（日语：昭和タクシー (佐賀県)） 共乘的士 
  - 平原線 (東回、西回)
  - 東山田線 (東回、西回)

## 相鄰車站
九州旅客鐵道（JR九州）
筑肥線
■快速
筑前深江（JK12）－濱崎（JK16）－東唐津（JK18）
■普通
鹿家（JK15）－濱崎（JK16）－虹之松原（JK17）

## 注腳
1. ↑  九州鉄道百年祭実行委員会・百年史編纂部会 (编).  初版. 九州旅客鉄道. 1988: 181 （日语）.
2. ↑  . 交通新聞 (交通新聞社). 2010-03-16: 3 （日语）.
3. ↑   (PDF). 九州旅客鉄道.   [2020-05-23]. （原始内容存档 (PDF)于2019-12-06） （日语）.

## 外部連結
- 濱崎（車站資訊） - 九州旅客鐵道（日語）